# Štukatura v islamski arhitekturi
Štukaturna dekoracija v islamski arhitekturi se nanaša na izrezljane ali oblikovane štukature in mavec. Izraza štukatura in mavec se v tem kontekstu uporabljata skoraj izmenično za označevanje večine vrst štukature ali dekoracije iz mavca z nekoliko različnimi sestavami. Ta dekoracija je bila v glavnem uporabljena za pokrivanje sten in površin, glavni motivi pa so bili tisti, ki so prevladovali v islamski umetnosti: geometrijski, arabeskni (ali rastlinski) in kaligrafski ter tridimenzionalni mukarni. Mavec je bil izjemno pomemben v islamski arhitekturni dekoraciji, saj je razmeroma suho podnebje v večjem delu islamskega sveta olajšalo uporabo tega poceni in vsestranskega materiala v različnih prostorih.
Štukaturno dekoracijo so uporabljali že v antiki na območju Irana in grško-rimskega Sredozemlja. V islamski arhitekturi se je štukaturna dekoracija pojavila v obdobju Omajadov (pozno 7.–8. stoletje) in je bila podvržena nadaljnjim inovacijam in posplošitvam v 9. stoletju pod Abasidi v Iraku, na kateri točki se je razširila naprej po islamskem svetu in bila vključena v regionalno arhitekturo. Primere zgodovinske izrezljane štukature najdemo med drugim v Egiptu, Iranu, Afganistanu in Indiji. Običajno se je uporabljal v mavrski ali zahodni islamski arhitekturi na Iberskem polotoku (Al Andaluz) in delih severne Afrike (Magreb), vsaj od obdobij Taifa in Almoravidov (11.–12. stoletja). Na Iberskem polotoku je dosegla ustvarjalni vrhunec v mavrski arhitekturi med dinastijo Nasridov (1238–1492), ki je zgradila Alhambro. Mudéjar arhitektura je prav tako široko uporabljala takšno dekoracijo. Španski izraz jesería se včasih uporablja v kontekstu islamske in mudéjar arhitekture v Španiji.

## Zgodovina

### Izvor in zgodnji razvoj
Uporaba izrezljane štukature je bila dokumentirana že v antičnih časih. Štukatura je bila uporabljena v Iranu, Srednji Aziji in grško-rimskem Sredozemlju, čeprav je bila najbolj povezana z iransko arhitekturo pod Parti in Sasanidi. Ko so islamska osvajanja v 7. stoletju zavzela Mezopotamijo, Iran in Srednjo Azijo ter jih priključila novemu islamskemu imperiju, je bila dolga tradicija izrezljane in poslikane štukature v teh regijah asimilirana v zgodnjo islamsko arhitekturo. Omajadski kalifi (661–750 n. št.) so v svoji arhitekturi uporabljali izrezljane štukature, čeprav je bil do poznega omajadskega obdobja obseg omejen. Primeri štukature iz zgodnjega 8. stoletja so ohranjeni na omajadskih najdiščih, kot sta Khirbat al-Mafjar in Qasr al-Hayr al-Gharbi (katerih portal je zdaj v Narodnem muzeju v Damasku). Tako kot pri drugih zgodnjih islamskih kiparskih dekoracijah se je izrezljana štukaturna dekoracija v omajadskem obdobju začela z eklektično mešanico slogov, ki izvirajo iz obstoječih klasičnih, zgodnjebizantinskih in starodavnih bližnjevzhodnih umetniških tradicij.
Šele v 9. stoletju se je pojavil izrazito 'islamski' slog štukaturne dekoracije. Pod Abasidi, ki so živeli v Iraku, so štukaturne dekoracije razvile bolj abstraktne motive, kot jih vidimo v palačah v Samari iz 9. stoletja. Sodobni učenjaki razlikujejo tri sloge: slog A sestavljajo rastlinski motivi, vključno z listi vinske trte, ki izhajajo iz bolj tradicionalnih bizantinskih in levantinskih slogov; slog B je bolj abstraktna in stilizirana različica teh motivov; in slog C, znan tudi kot 'poševni' slog, je popolnoma abstrakten, sestavljen iz ponavljajočih se simetričnih oblik ukrivljenih linij, ki se končajo v spiralah. Abasidski slog je postal priljubljen v deželah Abasidskega kalifata in ga najdemo vse do Afganistana (npr. mošeja Haji Piyada v Balkhu) in Egipta (npr. mošeja Ibn Tuluna).

### Regionalizacija
Ko se je Abasidsko kraljestvo v naslednjih stoletjih razdrobilo, so se arhitekturni slogi vse bolj regionalizirali. Proti 11. stoletju so muqarnas, tehnika tridimenzionalnega geometrijskega kiparstva, ki jo pogosto primerjajo s 'kapniki', izpričane v mnogih delih islamskega sveta, pogosto izrezljane iz štukature. Od 12. stoletja naprej je postal bolj priljubljen.

#### Vzhodne islamske dežele
V regiji Velikega Irana se je iz abasidskih modelov razvil dokaj značilen slog, ki je uporabljal štukature, izrezljane v visokem reliefu, zlasti pri dekoraciji mihrabov v obdobjih seldžuške in mongolske prevlade. Med najbolj pomembni primeri so mihrab Petkove mošeje v Ardistanu (okoli 1135 ali 1160), Ilhanidski mihrab v Veliki mošeji v Isfahanu (1310) in mihrab mavzoleja Pir i-Bakran (zgodnje 14. stoletja). Prejšnja mezopotamska tradicija muqarnas kupol, kot jo vidimo v svetišču Imam ad-Dur blizu Samare (1085–1090), je bila prav tako prenesena v Iran, pri čemer je pomemben zgodnji primer grobnice 'Abd al-Samada v Natanzu (1307–1308). Iranska moda štukature se je razširila v druge bližnje regije. V indoislamski arhitekturi (na Indijski podcelini) so jo običajno izklesali ali uporabljali za nanašanje poslikanega okrasja ali oboje, čeprav je njen pomen upadel sredi 16. stoletja. Na Dekanski planoti so štukature pogosto uporabljali za izdelavo okroglih arhitekturnih medaljonov z rastlinskimi motivi. V samem Iranu je štukatura z visokim reliefom v 15. stoletju postala manj priljubljena, nato pa je doživela oživitev v začetku 17. stoletja pod Safavidi, ko so jo začeli uporabljati v arhitekturi palač.

#### Egipt
V Fatimidskem obdobju (10. do 12. stoletje) so v Egiptu še vedno uporabljali fino rezbarjenje štukature. Prejšnji slogi Samara so se razvili tako, da so vključevali bolj naravne oblike. V izrezljane arabske napise so na primer dodali rože in liste, da bi olepšali črke. Eden najboljših primerov iz tega obdobja je mihrab mošeje al-Džujuši. Po tem obdobju je okrasje s štukaturami postalo manj pomembno in le občasni primeri so potrjeni pod mameluško vladavino, večinoma v Kairu. Medtem ko je bil pod bahrijskimi Mameluki (13. do 14. stoletje) dovolj pogosta, so jo pozneje večinoma izpodrinile druge oblike okrasja.(str.90) Obstoječi primeri štukature iz tega obdobja so kljub temu visoke kakovosti, kot je razvidno iz mihraba medrese al-Nasirja Mohameda, iz leta 1304. Zdi se, da ta spomenik dokazuje tudi vpliv ali prisotnost obrtnikov iz drugih regij. Slog štukaturnega okrasja okoli mihraba na primer spominja na iransko štukaturno delo v slogu Tabriza pod takratnimi Ilkanidi.(str.226) Razkošno štukaturno okrasje minareta medrese pa se po drugi strani zdi, da vključuje sodobne magrebske sloge in obrt skupaj z lokalnimi motivi.(str.77) Štukaturna dekoracija je doživela kratko oživitev med vladavino Qaytbaya (vladal 1468–1496), ko je bila ponovno uporabljena pri notranji dekoraciji.

#### Zahodne islamske dežele
Omajadsko osvajanje Iberskega polotoka v 8. stoletju je v to regijo prineslo islam, ki je pozneje v arabščini postal znan kot Al Andaluz. Ustanovitev nove dinastije Omajadov v Córdobi po letu 756 v obliki Kordobskega emirata (in Kordobskega kalifata po letu 929) je pripeljala do razvoja značilnega sloga islamske arhitekture, ki je dosegel vrhunec v arhitekturnih mojstrovinah, kot je Velika mošeja v Córdobi. Na ta slog, popularno znan kot 'mavrska' arhitektura, so vplivale tudi druge islamske arhitekturne tradicije bolj vzhodno. Arheološki dokazi v bližini Kairouana v Tuniziji in Sedrate v Alžiriji kažejo, da je bil abasidski slog izrezljane štukature uveden tudi v regiji Ifriqiya. Sprva pa je imel abasidski slog majhen vpliv na umetnost v Al Andaluzu, kjer so v drugi polovici 10. stoletja začeli uporabljati štukaturo za dekoracijo.
Zahodna islamska arhitekturna tradicija se je še naprej razvijala v poznejšem obdobju Taif (11. stoletje) in pod vladavino severnoafriških imperijev, Almoravidov in Almohadov (11. do 13. stoletja). Štukatura je postala najpogostejši medij dekoracije v 11. stoletju. Izrezljan je bil v visokem reliefu v obdobju Taif (npr. palača Aljafería v Zaragozi) in v obdobju Almoravidov (npr. Qubba al-Barudiyyin v Marakešu). Dodelan dekorativni slog Almoravidov je bil sprva omejen pod njihovimi nasledniki Almohadi, katerih spomeniki pričajo o bolj umirjeni, a elegantni dekoraciji. Po njih pa je arhitekturna dekoracija dosegla nove višine razkošja v Al Andaluzu in zahodnem Magrebu. Moda se je razvila tako, da daje prednost štukaturam, izrezljanim v plitkem reliefu, in pokriva velike površine vzdolž zgornjih sten in pod oboki. V 13. stoletju je dinastija Nasridov v Granadi zgradila palačni kompleks, danes znan kot Alhambra, ki je poln bogate štukature. Štukaturne dekoracije so bile obilno uporabljene tudi na spomenikih dinastije Marinid v severni Afriki, zlasti v medresah, od katerih se jih je veliko ohranilo v Maroku. Medreso al-'Attarin v Fesu, na primer, zgradil Marinidi med letoma 1323 in 1325, je eden najboljših primerov tega odlikovanja. Primerljivo štukaturno dekoracijo so našli tudi v nekdanji palači Zajanidov v Tlemcenu v Alžiriji.

#### Okras Mudéjar v krščanski Španiji
Ko so krščanska kraljestva postopoma osvajala Iberski polotok, so še naprej uporabljala islamski slog ali slog mudéjar v številnih svojih novih stavbah. Omet v mavrskem ali islamskem slogu najdemo na primer v kastiljski arhitekturi iz 14. stoletja, kot je palača Pedra I. v Alcázarju v Sevilji, kraljevi samostan Santa Clara v Tordesillasu (nekdanja palača Alfonsa XI.) in judovski Sinagoga El Tránsito v Toledu. V teh primerih so krščanski napisi in kastiljska heraldika prav tako vključeni v ozadje tradicionalnih islamskih arabesk in geometrijskih motivov. Pomembna tradicija dekorativnega mavčnega dela je zrasla v Toledu, ki je leta 1085 padel pod kastiljski nadzor. Številne primere mudéjarskega mavčnega dela po vsej Kastiliji lahko pripišemo obrtnikom iz tega mesta. Od 11. stoletja do sredine 14. stoletja so v takšnih mavčnih izdelkih še naprej prevladovali motivi islamskega izvora, ki so podobni sodobni umetnosti Almoravidov, Almohadov ali Nasridov. Po sredini 14. stoletja so temu repertoarju dodali še druge motive, kot so listi vinske trte in hrasta po navdihu gotske umetnosti ter kasneje figure ljudi in živali.

## Motivi in slogi
Islamska in mujédarska štukatura je sledila glavnim vrstam okrasja v islamski umetnosti: geometrijskim, arabesknim ali rastlinskim in kaligrafskim motivom. Tridimenzionalne muqarnas so bile pogosto tudi izrezljane v štukaturo, najpogosteje najdene kot prehodne elemente na obokih, kupolah, kapitelih, frizih in vratih. Ta motiv je bil sestavljen iz prepletenih niš, štrlečih v več nivojev drug nad drugim, ki so tvorili geometrijske vzorce, gledano od spodaj. Stene so prekrili s preostalimi okrasnimi vrstami, pomešanimi in razporejenimi za vizualno privlačnost in učinek. Štukatura je bila včasih uporabljena za freske in poslikane dekoracije v nekaterih regijah in obdobjih, tehnika, ki je bila priljubljena na primer v Iranu. Figuralni motivi (kot so živali ali človeške oblike) so prav tako izpričani v rezbarstvu štukature, čeprav niso bili v splošni rabi v islamskem svetu.
Sprva so dovršeno izrezljane tridimenzionalne dekoracije našli v nekaterih palačah iz obdobja Omajadov, medtem ko so v obdobju Abasidov rezbarije postale plitvejše in bolj sploščene. Visok relief štukature se je še kasneje uporabljal predvsem za okrasitev mihrabov v mošejah v srednjeveškem Iranu, pri čemer so uporabljali arabeske iz stebel in listov na več nivojih, vrezanih v globino. Bogato okrašene okenske rešetke v islamski arhitekturi so bile prav tako običajno izrezljane iz štukature in napolnjene z barvnim steklom. Bolj izjemoma so nekatere mošeje v Maroku in Alžiriji vsebovale okrasne kupole iz štukature z zapleteno izrezljanimi arabeskami, ki so bile preluknjane, da so prepuščale svetlobo, kot v Veliki mošeji v Tlemcenu (zgrajena in okrašena pod Almoravidi v začetku 12. stoletja). V arhitekturi Nasridov in mudéjar je bil spodnji del ali dado del sten običajno prekrit z mozaičnimi ploščicami (zellij), medtem ko je izrezljana štukatura prekrivala preostalo steno nad dado z arabeskami, geometrijskimi vzorci in epigrafskimi motivi. Podobna konfiguracija je prevladovala v marinidski arhitekturi.
- Primeri motivov in slogov
- Zvezdasti poligonski geometrijski motiv (z arabesknimi detajli) v štukaturnem okrasju sten v Alhambri (14. stoletje)
- Arabeskni (rastlinski) motivi v izrezljani štukaturi na mihrabu Petkove mošeje v Ardistanu, Iran (12. stoletje, Seldžuki)
- Kaligrafski friz v izrezljani štukaturi v medresi Al-'Attarin v Fezu (14. stoletje, Marinidi)
- Stucko 'stalaktit'-slog muqarnas v levji palači v Alhambri (14. stoletje, Nasridi)
- Polna muqarnas kupola v štukaturi v levji palači v Alhambri (14. stoletje)
- S štukaturo okrašena vrata Qasr al-Hayr al-Gharbi (začetek 8. stoletja, Omajadi), rekonstruirana v Narodnem muzeju v Damasku
- Dekoracija v abasidskem slogu v obokih mošeje Ibn Tulun v Kairu, Egipt (9. stoletje)
- Štukaturno rešetkasto okno iz mošeje al-Salih Tala'i v Kairu (12. stoletje, Fatimid), z arabesknimi in kufskimi arabskimi motivi
- Stenska dekoracija s štukaturo in okna z rešetko iz štukature v medresi Bou Inania v Fesu (14. stoletje, Marinid)
- Sebka, arabeska in epigrafski motivi na stenah veleposlaniške dvorane v Alhambri (14. stoletje, Nasrid)
- Poslikana in izrezljana mavčna dekoracija v Akbarjevi grobnici v Agri v Indiji (začetek 17. stoletja, Moguli)

## Material
V kontekstu islamske arhitekture se izraza štukatura in mavec skoraj izmenično uporabljata za označevanje večine vrst štukature ali dekoracije iz mavca z različnimi kompozicijami. V svoji najbolj prilagodljivi uporabi lahko celo označuje material, narejen iz mešanice blata in gline. Natančneje rečeno, štukatura je snov na osnovi apna, ki je trša in se počasneje veže, medtem ko je mavec snov na osnovi sadre, ki je mehkejša in se hitreje veže. Mešanica je lahko sestavljena iz čiste sadre in raztopljenega lepila ali iz apna, pomešanega z marmorjem v prahu ali jajčnimi lupinami.
V umetnostni zgodovini je španski izraz jesería najpogosteje povezan z izrezljanim štukaturo ali ometom na Iberskem polotoku in v Latinski Ameriki. V zgodovinski nasridski arhitekturi sta se sestava in barva štukature spreminjali glede na čistost mavčnega kamna in dodatkov. Uporablja se za podelitev lastnosti mešanicam, kot so trdota, čas strjevanja in vezava. Kemijska formula za mavec je CaSO4•2H2O. Sadra je najpogostejši sulfatni mineral. Kombinacija obilice izvornega materiala, enostavnosti priprave in ravnanja, široke prilagodljivosti za uporabo in hitrega časa strjevanja je prispevala k široki uporabi štukature. V 19. stoletju je bil pariški omet uporabljen pri restavriranju in ponovnem opremljanju prvotne plasti štukature.